# Knocking Piece
Knocking Piece (укр. Стукіт) — музичний твір Бена Джонстона, написаний 1962 року.
Ідея створення композиції Knocking Piece виникла в американського композитора Бена Джонстона 1962 року. До нього звернувся його давній знайомий, драматург Вілфорд Ліч, запропонувавши написати сценічну музику для його п'єси In Three Zones. Джонстон та Ліч вже працювали раніше над п'єсами «Дерев'яний птах», «Гертруда» та іншими, тому композитор погодився на пропозицію.
За сюжетом п'єси, яка була осучасненою версією «Фауста» Гете, солдат, який повертався з війни, зустрічав генерала, що уособлював диявола. Вони зупинялися на ніч біля вогнища, і солдат уві сні бачив рідне місто, в якому зруйновано все, окрім його будинку. За задумом Джонстона, в цей момент на сцені мали з'являтися два музиканти, підходити до рояля, але замість гри на ньому, бити його паличками або киянками, майже руйнуючи інструмент. Перкусіоністи мали символізувати головного героя, який продав душу дияволу, щоб повернутися додому, але не може увійти у власний будинок.

Перші такти Knocking Piece, що демонструють поліритми та метричні модуляції, які відбуваються в кожному такті. В кожних фігурних дужках тривалість однієї ноти, що виконується одним з двох музикантів, залишається незмінною (такти 1-3 для першого музиканта, такти 3-4 для другого), але тривалість нот, що виконується іншим музикантом, змінюється. Раз за разом, протягом всього твору, вони міняються ролями.

Разом із театральним символізмом, твір Джонстона мав втілити в життя важливу музичну ідею. Композитор хотів перетворити математичні співвідношення, які визначали музичні інтервали в композиції в чистому строї, на ритмічні малюнки (поліритми) у творі для ударних музичних інструментів. Відношення висот звуків було запозичено з нещодавно написаного твору Джонстона A Sea Dirge. Унісон перетворювався на поліритм 1:1, октава — на поліритм 2:1, чиста квінта — на 3:2, чиста кварта — на 4:3, велика та мала терція — на 5:4 та 6:5, велика та мала секста — на 5:3 та 8:5. Кожен такт фінального твору містив метричну модуляцію, в якій один з двох музикантів підтримував усталений темп звучання, а інший — змінював темп згідно з вказаними пропорціями.
Виконання Knocking Piece
Філом Ендрюсом і Джозефом Ван Хасселом,
Музичний коледж-консерваторія Цинциннаті,
4 травня 2008
 Ben Johnston - Knocking Piece на YouTube
Вілфорд Ліч відмовився від запропонованої концепції Бена Джонстона, вважаючи її заскладною. Менше з тим, хоча виконання твору вважалося майже неможливим, композицію погодилися виконати Джек Маккензі, викладач перкусії Університет Іллінойсу, де працював і Джонстон, та студент Том Сайв. Прем'єра відбулася на концерті в «Круглому будинку» в Урбані, 14 грудня 1963 року. Протягом наступних років вона багато разів виконувалася як в «театралізованій», так і в більш формальній формі.
З часом Knocking Piece стала вважатися одним з базових етюдів для перкусіоністів, який ілюструє принципи метричної модуляції. Сам Джонстон відносив її до мінімалістичних композицій, вважаючи вдалим експериментом з «перенесення пропорційної схеми, яка працює для висот звуків, в області ритмічної організації». Рецензія на Knocking Piece з'являлася в журналі The Musical Quarterly 1969 року та в монографії Хайді фон Гунден, написаній в середині 1980-х років. 1983 року в журналі Percussive Notes вийшли статті самого Джонстона «The Genesis of Knocking Piece», та Томаса Сайва «Performing Ben Johnston's Knocking Piece», присвячені створенню та прем'єрному виконанню твору.